# Linckia guildingi
Linckia guildingi is een zeester uit de familie Ophidiasteridae. De wetenschappelijke naam van de soort werd in 1840 gepubliceerd door John Edward Gray.

## Synoniemen
- Linckia pacifica Gray, 1840
- Ophidiaster diplax Müller & Troschel, 1842
- Ophidiaster ehrenbergi Müller & Troschel, 1842
- Ophidiaster ornithopus Müller & Troschel, 1842
- Scytaster stella Duchassaing, 1850
- Ophidiaster flaccidus Lütken, 1859[1]
- Ophidiaster irregularis Perrier, 1869
- Linckia nicobarica Lutken, 1871[2]
- Sexuele orientatie: asexueel